# San Pablo Cuatro Venados
San Pablo Cuatro Venados là một đô thị thuộc bang Oaxaca, México. Năm 2005, dân số của đô thị này là 1267 người.